# بندر بیروت
بندر بیروت (عربی: مرفأ بیروت) بندر اصلی لبنان است که در بخش شرقی خلیج سنت جرج در ساحل شمالی مدیترانه‌ای بیروت و غرب رود بیروت واقع شده‌است. این یکی از بزرگ‌ترین و شلوغ‌ترین بندرهای مدیترانه شرقی است.